# Fresh Start
Il Fresh Start è un rilancio del 2018 delle pubblicazioni dei Marvel Comics, successore di Marvel Legacy.

## Cambiamenti riguardanti l'Universo Marvel
Il rilancio ha visto il ritorno di Tony Stark, Steve Rogers, Logan, Odinson e Bruce Banner alle loro identità classiche di Iron Man, Capitan America, Wolverine, Thor e Hulk rispettivamente. Tutti questi personaggi erano stati sostituiti da eroi del passato negli ultimi tempi. Stark è finito in coma durante la Civil War II, e la sua armatura è stata indossata dal cattivo rinato Doctor Doom in Infamous Iron Man e dal genio quindicenne Riri Williams, che ha assunto il nome in codice Ironheart, in Invincible Iron Man. Sam Wilson, alleato di lunga data di Capitan America nelle vesti di Falcon, aveva preso il sopravvento in All-New Captain America. Laura Kinney, la clone femminile di Logan che è anche considerata la figlia di Logan, è diventata la Wolverine in All-New Wolverine. Jane Foster, un personaggio secondario dei fumetti di Thor, è diventata Thor in Thor vol. 4. Bruce Banner morì durante la seconda guerra civile e Amadeus Cho divenne il nuovo Incredible Hulk.
Il rilancio ha visto anche il ritorno dei i Fantastici Quattro, che si era sciolta dopo la conclusione di Secret Wars del 2015.
Il rilancio del Fresh Start include anche una nuova formazione dei West Coast Avengers, composti da Occhio di Falco, Kate Bishop, Gwenpool, America Chavez, Kid Omega, e il fidanzato di Kate Johnny.
Il poster che ha annunciato il rilancio mostra Jessica Jones e Miles Morales, creati da Brian Michael Bendis. Bendis si era recentemente trasferito alla DC Comics; il poster ha confermato che la Marvel avrebbe continuato a pubblicarli nonostante l'abbandono da parte di Bendis della casa editrice.

## Critica
David Barnett di The Guardian ha sottolineato che la maggior parte dei personaggi coinvolti sono apparsi in film o serie TV recenti, o stanno per farlo, e ha criticato lo sforzo di emulare la sensazione di quelle produzioni invece di sfruttare appieno le capacità del mezzo di fumetti per produrre fantasy e fantascienza senza i vincoli del budget degli effetti speciali. Ha anche considerato che la Marvel potrebbe fare un passo indietro dai suoi tentativi di realizzare fumetti con diversi personaggi femminili, neri, asiatici e LGBT, cercando invece di attirare i suoi lettori più conservatori. Graeme McMillan di The Hollywood Reporter ha sottolineato che la Marvel ha annunciato troppi rilanci annuali dal 2012, ma non ha realizzato adeguate modifiche.

### Serie in corso
Spillati
| Titolo                                    | Issues          | Sceneggiatore                                 | Disegnatore                                          | Debut date        | Conclusion date   |
| ----------------------------------------- | --------------- | --------------------------------------------- | ---------------------------------------------------- | ----------------- | ----------------- |
| Avengers (vol. 8)                         | #1–             | Jason Aaron                                   | Ed McGuinness                                        | 2 maggio 2018     |                   |
| Venom (vol. 4)                            | #1– Annual #1   | Donny Cates                                   | Ryan Stegman                                         | 9 maggio 2018     |                   |
| Black Panther (vol. 7)                    | #1–             | Ta-Nehisi Coates                              | Daniel Acuña                                         | 23 maggio 2018    |                   |
| Deadpool (vol. 7)                         | #1–15           | Skottie Young                                 | Nic Klein                                            | 6 giugno 2018     | 17 luglio 2019    |
| Doctor Strange (vol. 5)                   | #1–20 Annual #1 | Mark Waid                                     | Jesus Saiz                                           | 6 giugno 2018     | 2 ottobre 2019    |
| Immortal Hulk                             | #1–             | Al Ewing                                      | Joe Bennett                                          | 6 giugno 2018     |                   |
| Thor (vol. 5)                             | #1–16           | Jason Aaron                                   | Mike del Mundo                                       | 13 giugno 2018    | 28 agosto 2019    |
| Tony Stark: Iron Man                      | #1–19           | Dan Slott                                     | Valerio Schiti                                       | 20 giugno 2018    | 18 dicembre 2019  |
| Sentry (vol. 3)                           | #1–5            | Jeff Lemire                                   | Kim Jacinto                                          | 27 giugno 2018    | 24 ottobre 2018   |
| Captain America (vol. 9)                  | #1– Annual #1   | Ta-Nehisi Coates                              | Leinil Francis Yu                                    | 4 luglio 2018     |                   |
| The Amazing Spider-Man (vol. 5)           | #1– Annual #1   | Nick Spencer                                  | Ryan Ottley                                          | 11 luglio 2018    |                   |
| X-23 (vol. 4)                             | #1–12           | Mariko Tamaki                                 | Juan Cabal                                           | 11 luglio 2018    | 29 maggio 2019    |
| Mr. and Mrs. X                            | #1–12           | Kelly Thompson                                | Oscar Bazaldua                                       | 25 luglio 2018    | 26 giugno 2019    |
| Fantastic Four (vol. 6)                   | #1–             | Dan Slott                                     | Sara Pichelli                                        | 8 agosto 2018     |                   |
| The Punisher (vol. 12)                    | #1–16           | Matthew Rosenberg                             | Riccardo Burchielli                                  | 22 agosto 2018    | 2 ottobre 2019    |
| West Coast Avengers (vol. 3)              | #1–10           | Kelly Thompson                                | Stefano Caselli                                      | 22 agosto 2018    | 17 aprile 2019    |
| Asgardians of the Galaxy                  | #1–10           | Cullen Bunn                                   | Matteo Lolli                                         | 5 settembre 2018  | 12 giugno 2019    |
| The Unstoppable Wasp (vol. 2)             | #1–10           | Jeremy Whitley                                | Gurihiru                                             | 17 ottobre 2018   | 17 luglio 2019    |
| Shuri                                     | #1–10           | Nnedi Okorafor                                | Leonardo Romero                                      | 17 ottobre 2018   | 24 luglio 2019    |
| Spider-Gwen: Ghost Spider                 | #1–10           | Seanan McGuire                                | Rosi Kampe                                           | 24 ottobre 2018   | 3 luglio 2019     |
| Uncanny X-Men (vol. 5)                    | #1–22 Annual #1 | Ed Brisson, Kelly Thompson, Matthew Rosenberg | Mahmud Asrar, R.B. Silva, Yildiray Cinar, Pere Pérez | 14 novembre 2018  | 17 luglio 2019    |
| Ironheart                                 | #1–12           | Eve Ewing                                     | Kevin Libranda                                       | 28 novembre 2018  | 27 novembre 2019  |
| Miles Morales: Spider-Man                 | #1–             | Saladin Ahmed                                 | Javier Garron                                        | 12 dicembre 2018  |                   |
| Superior Spider-Man (vol. 2)              | #1–12           | Christos Gage                                 | Mike Hawthorne                                       | 26 dicembre 2018  | 30 ottobre 2019   |
| X-Force (vol. 5)                          | #1–10           | Ed Brisson                                    | Dylan Burnett                                        | 26 dicembre 2018  | 17 luglio 2019    |
| Champions (vol. 3)                        | #1–10           | Jim Zub                                       | Steven Cummings                                      | 2 gennaio 2019    | 2 ottobre 2019    |
| Captain Marvel (vol. 10)                  | #1–             | Kelly Thompson                                | Carmen Carnero                                       | 9 gennaio 2019    |                   |
| Friendly Neighborhood Spider-Man (vol. 2) | #1–14           | Tom Taylor                                    | Juan Cabal                                           | 9 gennaio 2019    | 11 dicembre 2019  |
| Black Widow (vol. 7)                      | #1–5            | Jen Soska, Sylvia Soska                       | Flaviano Armentaro                                   | 16 gennaio 2019   | 15 maggio 2019    |
| Marvel Comics Presents (vol. 3)           | #1–9            | Charles Soule, Greg Pak, Ann Nocenti          | Tomm Coker, Paulo Siqueira                           | 16 gennaio 2019   | 25 settembre 2019 |
| Guardians of the Galaxy (vol. 5)          | #1–12 Annual #1 | Donny Cates                                   | Geoff Shaw                                           | 23 gennaio 2019   | 18 dicembre 2019  |
| Daredevil (vol. 6)                        | #1– Annual #1   | Chip Zdarsky                                  | Marco Checchetto                                     | 6 febbraio 2019   |                   |
| Magnificent Ms. Marvel                    | #1–             | Saladin Ahmed                                 | Minkyu Jung                                          | 13 marzo 2019     |                   |
| Marvel Team-Up (vol. 4)                   | #1–6            | Eve Ewing                                     | Joey Vazquez                                         | 3 aprile 2019     | 25 settembre 2019 |
| Savage Avengers                           | #1– Annual #1   | Gerry Duggan                                  | Mike Deodato, Jr.                                    | 1º maggio 2019    |                   |
| Black Cat (vol. 1)                        | #1–12 Annual #1 | Jed MacKay                                    | Travel Foreman                                       | 5 giugno 2019     | 5 agosto 2020     |
| Aero                                      | #1–12           | Zhou Liefen, Greg Pak                         | Keng, Pop Mhan                                       | 3 luglio 2019     | 21 ottobre 2020   |
| Sword Master                              | #1–12           | Shuizhu, Greg Pak                             | Gunji, Ario Anindito                                 | 24 luglio 2019    | 18 novembre 2020  |
| Loki                                      | #1–5            | Daniel Kibblesmith                            | Oscar Bazaldua                                       | 17 luglio 2019    | 20 novembre 2019  |
| Valkyrie: Jane Foster                     | #1–10           | Jason Aaron, Al Ewing                         | CAFU                                                 | 24 luglio 2019    | 19 agosto 2020    |
| Future Foundation                         | #1–5            | Jeremy Whitley                                | Will Robson                                          | 7 agosto 2019     | 18 dicembre 2019  |
| Ghost-Spider                              | #1–10           | Seanan McGuire                                | Takeshi Miyazawa                                     | 7 agosto 2019     | 26 agosto 2020    |
| Black Panther and the Agents of Wakanda   | #1–8            | Jim Zub                                       | Lan Medina                                           | 18 settembre 2019 | 8 luglio 2020     |
| Strikeforce                               | #1–9            | Tini Howard                                   | German Peralta                                       | 25 settembre 2019 | 5 agosto 2020     |
| Ghost Rider (vol. 9)                      | #1–7            | Ed Brisson                                    | Aaron Kuder                                          | 2 ottobre 2019    | 8 luglio 2020     |
| Doctor Doom                               | #1–             | Christopher Cantwell                          | Salvador Larroca                                     | 9 ottobre 2019    |                   |
| X-Men                                     | #1–             | Jonathan Hickman                              | Leinil Francis Yu                                    | 16 ottobre 2019   |                   |
| The Amazing Mary Jane                     | #1–6            | Leah Williams                                 | Carlos E. Gomez                                      | 23 ottobre 2019   | 18 marzo 2020     |
| Marauders                                 | #1–             | Gerry Duggan                                  | Matteo Lolli                                         | 23 ottobre 2019   |                   |
| Excalibur                                 | #1–             | Tini Howard                                   | Marcus To                                            | 30 ottobre 2019   |                   |
| New Mutants (vol. 4)                      | #1–             | Jonathan Hickman and Ed Brisson               | Rod Reis                                             | 6 novembre 2019   |                   |
| X-Force (vol. 6)                          | #1–             | Benjamin Percy                                | Joshua Cassara                                       | 6 novembre 2019   |                   |
| Fallen Angels (vol. 2)                    | #1–6            | Bryan Edward Hill                             | Szymon Kudranski                                     | 13 novembre 2019  | 29 gennaio 2019   |
| Morbius                                   | #1–5            | Vita Ayala                                    | Marcelo Ferreira                                     | 13 novembre 2019  | 18 marzo 2020     |
| Deadpool (vol. 8)                         | #1–             | Kelly Thompson                                | Chris Bachalo                                        | 20 novembre 2019  |                   |
| Scream: Curse of Carnage                  | #1–6            | Clay McLeod Chapman                           | Chris Mooneyham                                      | 27 novembre 2019  | 3 giugno 2020     |
| Dr. Strange                               | #1–6            | Mark Waid                                     | Kev Walker                                           | 25 dicembre 2019  | 5 agosto 2020     |
| Thor (vol. 6)                             | #1–             | Donny Cates                                   | Nic Klein                                            | 1º gennaio 2020   |                   |
| Guardians of the Galaxy (vol. 6)          | #1–             | Al Ewing                                      | Juann Cabal                                          | 22 gennaio 2020   |                   |
| Wolverine (vol. 7)                        | #1–             | Benjamin Percy                                | Adam Kubert and Victor Bogdonavic                    | 19 febbraio 2020  |                   |
| Strange Academy                           | #1–             | Skottie Young                                 | Humberto Ramos                                       | 3 marzo 2020      |                   |
| Cable (vol. 4)                            | #1–             | Gerry Duggan                                  | Phil Noto                                            | 11 marzo 2020     |                   |
| Spider-Woman (vol. 7)                     | #1–             | Karla Pacheco                                 | Pere Perez                                           | 18 marzo 2020     |                   |
| Hellions                                  | #1–             | Zeb Wells                                     | Stephen Segovia                                      | 25 marzo 2020     |                   |
| X-Factor (vol. 4)                         | #1–             | Leah Williams                                 | David Baldeón                                        | 29 luglio 2020    |                   |
| Black Widow (vol. 8)                      | #1–             | Kelly Thompson                                | Elena Casagrande                                     | 2 settembre 2020  |                   |
| Iron Man (vol. 6)                         | #1–             | Christopher Cantwell                          | CAFU                                                 | 16 settembre 2020 |                   |
| Champions (vol. 4)                        | #1–             | Eve L. Ewing                                  | Simone Di Meo                                        | 7 ottobre 2020    |                   |
| S.W.O.R.D. (vol. 2)                       | #1–             | Al Ewing                                      | Valerio Schiti                                       | 9 dicembre 2020   |                   |
| Black Cat (vol. 2)                        | #1–             | Jed MacKay                                    | C.F. Villa                                           | 16 dicembre 2020  |                   |
| Eternals (vol. 6)                         | #1–             | Kieron Gillen                                 | Esad Ribic                                           | 6 gennaio 2021    |                   |
| Children of the Atom                      | #1–             | Vita Ayala                                    | Bernard Chang                                        | 3 marzo 2021      |                   |
| Non-Stop Spider-Man                       | #1–             | Joe Kelly                                     | Chris Bachalo                                        | 27 gennaio 2021   |                   |
| X-Men Legends                             | #1–             | Fabian Nicieza                                | Brett Booth                                          | 17 febbraio 2021  |                   |
| The Marvels                               | #1–             | Kurt Busiek                                   | Yıldıray Çınar                                       | TBA               | TBA               |
| Silk (vol. 4)                             | #1–             | Maurene Goo                                   | Takeshi Miyazawa                                     | TBA               | TBA               |